# 加藤鷹のオマーン★コーナーキック
加藤鷹のオマーン★コーナーキック（かとうたかのおまーんほしこーなーきっく）は、インターネットテレビ番組のGyaOジョッキーで放送されているトークバラエティ番組である。2007年1月9日から2007年4月24日まで放送。

## 概説
カリスマAV男優・加藤鷹による過激トーク番組。毎週火曜日、23時〜24時に生放送。巧みなトーク・センスで下ネタを料理する。
美しい肉体の持ち主であるハセマンこと長谷川瞳は、専用CCDカメラと通常のカメラで悩殺ポーズを披露し、番組に花を添えている。

### 番組名
以前使われていた仮の番組名は「加藤鷹のゴールドフィンガー伝説」。番組名を募集していた所、放送内で加藤が「サッカーの試合を見ていて実況のアナウンサーが『オマーンコーナーキック』って言っていたのが、「オマンコーナーキック」に聞こえた」という述べ、それを聞いた視聴者の1人がチャットに番組名候補として「加藤鷹のオマーンコーナーキック」と書き込み、これを出演者全員が気に入り決定した。★は最初ついていなかったが、ギャオ倫に引っかかったため付けられた。
その他番組名候補
- 加藤鷹のあーイク!もーイク!ローションちょうだい
- 加藤鷹のそば屋がうまくて何が悪い!?
- 鷹世紀おマンゲリオン
- 特命係長 加藤鷹
- ハセマンのお肉すき
- ハセマンですが何か?

## 出演者

### レギュラー
- 加藤鷹
- 長谷川瞳

当番組のお色気担当。パンダの着ぐるみを着ており、熱くなってきたら脱ぐがその際に乳首が出てしまう。着ぐるみの下に着用しているランジェリーの布面積が狭い為、高確率で乳首をポロリしてしまう。これに関しては『及川奈央がスタジオに来るとポロリしてしまう』というジンクスがある。
番組内での愛称は"長谷川工務店"。しかし、普段の愛称である「ハセマン」を省略し"ハセ"と呼ばれる事が多い。
- 野口恒也

チャット係。鼻がコアラの鼻に似ているので、番組内の愛称は"コアラ"。チャットを放置すると彼に不満が寄せられる。
加藤と野口は「よるとも」（スカイパーフェクTV!）で共演している。長谷川はこの番組で両名と共演したのをきっかけに、同番組のレギュラーとなった。

### ゲスト
- 及川奈央

スタジオには来ているが、声のみで出演する事が多かった。1度出演した際には長谷川から借りたきのこの着ぐるみを着ていた。その際の名前は"土手高子"。もしくは長谷川の番組内での愛称に因んだ"土手川建設"。
- 森下くるみ
- 山口真理

初登場時はサングラスをかけて顔を隠していたが、2度目から素顔を明かした。
- 山本竜二

加藤がよく番組内で山本のエピソードを取り上げていた為に出演する事となった。「スカトロ竜二ナイト」と題し放送された。

## コーナー
加藤鷹のオマーン★コーナーキックるしいお悩み相談室
月最後の放送の時に行われる視聴者からの相談に乗るコーナー。相談内容はセックスに関するが多い。中には下らない相談もあるが、加藤がそういったものを好み、時には20分以上もその相談に時間を割いていた。

## 主な出来事
- ほぼ毎回、長谷川瞳と及川奈央の仲の良さが取り上げられる。
- 及川奈央は、間接的に参加した（声だけや、きのこの着ぐるみ）ことがあるが、着ぐるみで登場したときは、土手たか子という名前で紹介された。
- 長谷川瞳のバストを放送中に測定し、みごと小数第4位までピタリと当てた視聴者が存在する。この出来事により、長谷川瞳のバストは、89.7822であることが判明している。
- 長谷川瞳が、パンダの着ぐるみで登場したことがある。そのときの名前は、「マンマン」という。
- たまにチャットを放置することがあるが、その場合は、チャット係の野口恒也(コアラ)に対する不満コメントが増えてくる。
- 2007年3月20日放送時に加藤鷹が不在。翌週、加藤は不在の理由をドグマの対策会議があったと説明した。加藤鷹が不在の為、前番組に出演していた、えんにちとエリートヤンキーが再登場し、ネタを披露した。
- 第3回放送で出演者が話している後ろになべやかんらしき人が映っている。

### トークライブ
番組放送終了後に行われた番組のトークライブ版。
- vol.1／2007年8月14日、新宿ロフトプラスワン
- vol.2 相談スペシャル／2008年4月13日、新宿ロフトプラスワン